# Jenson Brooksby
Jenson Brooksby (Sacramento, 26 oktober 2000) is een Amerikaanse tennisspeler.

## Carrière
Op 6 april 2025 won Brooksby zijn eerste ATP 250 toernooi in Houston. Hij heeft drie challengers in het enkelspel op zijn naam staan.

## Palmares
| Legenda                       | Legenda               |
| ----------------------------- | --------------------- |
| Grand Slam                    |                       |
| Olympische Spelen             |                       |
| tot 2009                      | vanaf 2009            |
| Tennis Masters Cup            | ATP Finals            |
| ATP Masters Series            | ATP Tour Masters 1000 |
| ATP International Series Gold | ATP Tour 500          |
| ATP International Series      | ATP Tour 250          |

### Enkelspel
| Nr.                  | Datum            | Toernooi          | Ondergrond | Tegenstander in finale | Score          | Details |
| -------------------- | ---------------- | ----------------- | ---------- | ---------------------- | -------------- | ------- |
| Verloren finales     |                  |                   |            |                        |                |         |
| 1.                   | 18 juli 2021     | ATP Newport       | Gras       | Kevin Anderson         | 6–7(8), 4-6    | Details |
| 2.                   | 13 februari 2022 | ATP Dallas        | Hardcourt  | Reilly Opelka          | 6-7(5), 6-7(3) | Details |
| Gewonnen challengers |                  |                   |            |                        |                |         |
| 1.                   | 21 februari 2021 | Potchefstroom     | Hardcourt  | Tejmoeraz Gabasjvili   | 2-6, 6-3, 6-0  |         |
| 2.                   | 18 april 2021    | Orlando (Florida) | Hardcourt  | Denis Kudla            | 6-3, 6-3       |         |
| 3.                   | 18 april 2021    | Tallahassee       | Gravel     | Bjorn Fratangelo       | 6-3, 4-6, 6-3  |         |

## Resultaten grote toernooien

### Enkelspel
| Legenda | Legenda                          |
| ------- | -------------------------------- |
| g.t.    | geen toernooi gehouden           |
| l.c.    | lagere categorie                 |
| –       | niet deelgenomen                 |
| G       | uitgeschakeld in de groepsfase   |
| 1R      | uitgeschakeld in de eerste ronde |
| 2R      | uitgeschakeld in de tweede ronde |
| 3R      | uitgeschakeld in de derde ronde  |
| 4R      | uitgeschakeld in de vierde ronde |
| KF      | uitgeschakeld in de kwartfinale  |
| HF      | uitgeschakeld in de halve finale |
| F       | de finale verloren               |
| W       | het toernooi gewonnen            |
| w-v     | winst/verlies-balans             |

| grandslamtoernooien  |      |      |      |      |      |      |
| Australian Open      | –    | –    | –    | –    | –    | 3R   |
| Roland Garros        | –    | –    | –    | 1R   | 1R   |      |
| Wimbledon            | –    | –    | g.t. | –    | 3R   |      |
| US Open              | 1R   | 2R   | –    | 4R   | 3R   |      |
| ATP Masters 1000     |      |      |      |      |      |      |
| Indian Wells         | –    | –    | g.t. | 2R   | 4R   |      |
| Miami                | –    | –    | g.t. | –    | 4R   |      |
| Monte Carlo          | –    | –    | g.t. | –    | –    |      |
| Madrid               | –    | –    | g.t. | –    | 1R   |      |
| Rome                 | –    | –    | –    | –    | 3R   |      |
| Montreal/Toronto     | –    | –    | g.t. | 1R   | 2R   |      |
| Cincinnati           | –    | –    | –    | 1R   | 1R   |      |
| Shanghai             | –    | –    | g.t. | g.t. | g.t. |      |
| Parijs               | –    | –    | –    | –    | –    |      |
| olympisch            |      |      |      |      |      |      |
| Olympische Spelen    | g.t. | g.t. | g.t. | –    | g.t. | g.t. |
| statistieken         |      |      |      |      |      |      |
| totaal aantal titels | 0    | 0    | 0    | 0    | 0    | 0    |
| eindejaarsranking    | 978  | 269  | 307  | 56   | 48   |      |